# استنساخ
استنساخ نام یک تابلوی رنگ و روغن اثر محمود ملک‌الشعرا است. این نقاشی را می‌توان از مهمترین آثار محمود خان و از آثار پیشرو در نقاشی مدرن ایران دانست. محمود خان ملک‌الشعرا این تابلو‌ را‌ با سـبکی کـشید کـه هنوز در اروپا جریان‌ نداشت. تابلو یک فضای تصویری دو بعدی دارد و نـور و سایه‌ در شکل‌ها باعث ترکیب‌بندی چشم‌گیر شده‌ است‌. این تابلو در موزه کاخ گلستان نگهداری‌ می‌شود. 

## روند کار

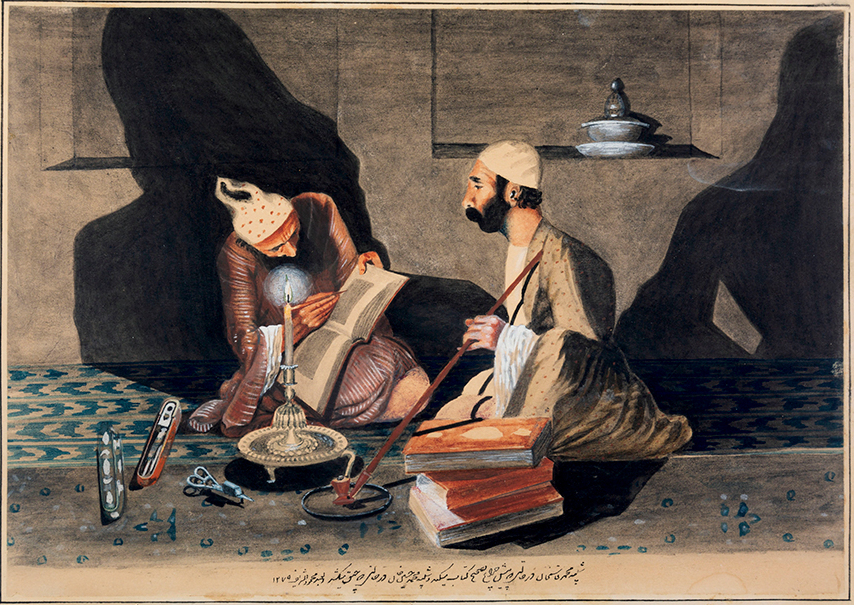
طرح اولیه تابلوی استنساخ، در نقاشی فیگور سمت چپ شبیه محمدقاسمخان در حالتی که پیش چراغ تصحیح کتاب می کند و در فیگور راست شبیه محمدحسین‌خان در حالتی که چپق می‌کشد. ۱۲۷۹ ه.ق، اثر محمودخان ملک الشعرا، آبرنگ

به نظر می‌رسد که محمود صبا پیش از خلق این اثر با تکنیک رنگ و روغن، چند بار  این اثر را در قطع‌های کوچک با تکنیک آبرنگ به طور دقیق و مشابه با هم کشیده‌است. یکی از این قطع‌ها در خزانه موزه کاخ گلستان و یک قطع دیگر آن متعلق به یکی از نوادگان پسری وی است. وجود چند نمونه از این اثر نشان از این دارد که محمود صبا برای رسیدن به ترکیب‌بندی و نتیجه دلخواه دست به خطا و آزمون زده و سعی به رسیدن به یک نتیجه آگاهانه داشته است. 